# موسوعة أوكرانيا الحديثة
موسوعة أوكرانيا الحديثة (بالأوكرانية: Енциклопедія Сучасної України (ЕСУ))‏ هي موسوعة وطنية متعددة المجلدات لأوكرانيا. هي مشروع أكاديمي لمعهد البحوث الموسوعية التابع للأكاديمية الوطنية للعلوم في أوكرانيا. العمل المرجعي متاح اليوم في نسخة مطبوعة وعلى الإنترنت.
تُقدم الموسوعة صورة متكاملة لأوكرانيا الحديثة، حيث تصف الأحداث والمؤسسات والمنظمات والأنشطة والمفاهيم والأشخاص الذين يشيرون إلى الفترة من أوائل القرن العشرين حتى الوقت الحاضر. تشمل جميع مجالات الحياة في أوكرانيا، وتعكس وجهات النظر الحالية حول الأحداث والشخصيات التاريخية.

## الطبعة الورقية
الطبعة الأولى كانت قيد التقدم. تم التخطيط لـ 30 مجلداً - بحلول عام 2020، تم نشر 22 مجلداً وأصبحت بالفعل الموسوعة الورقية الأكثر شمولاً في أوكرانيا حتى الآن.
المجلدات المنشورة شارك في تحريرها إيفان دزيوبا وأركادي جوكوفسكي وأوليه رومانيف وميكولا زيليزنياك؛ بمساعدة أكثر من 20 عالمًا أوكرانيًا مشهورًا بما في ذلك بوريس باتون؛ كتبها أكثر من 1000 خبير مساهم، وتم تجميعها بواسطة هيئة تحرير (10 محترفين).

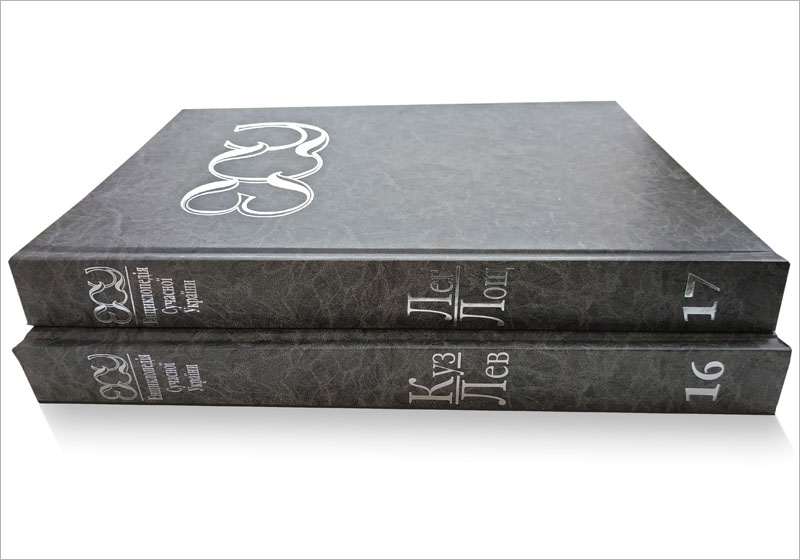
المجلّدين 16 و 17

احتلت الموسوعة مرارًا وتكرارًا مراكز رائدة في التصنيف الوطني الأوكراني «كتاب العام»، وحصلj على العديد من الدبلومات، على وجه الخصوص، في عام 2003 حصلت على جائزة «شخصية العام - 2002» في البرنامج الوطني الأوكراني في هذه الفئة «مشروع العام الثقافي».
في السابق، كان من المخطط أن تُشكل الموسوعة أساسا للموسوعة العالمية الأوكرانية المتعددة المجلدات، وهو مشروع مشترك بين الأكاديمية الوطنية للعلوم في أوكرانيا وجمعية شيفتشينكو العلمية ‏.

## الموسوعة على الإنترنت
تم عرض الموسوعة لأول مرة على الإنترنت للجمهور في أكتوبر 2014 وما زالت كعمل قيد التقدم (قائمة المقالات غير مكتملة). جميع محتويات الموسوعة على الإنترنت متاحة مجانًا. وهي الآن من بين المواقع الأوكرانية الشهيرة المنشورة، حيث يزورها حوالي 100 ألف زائر فريد شهريًا، وأكثر من مليون زائر سنويًا. يتم تنظيم المقالات على موقع الموسوعة حسب بعض المواضيع: الكون والأرض، الناس، المجتمع، العلوم والإنسانيات، الثقافة. يفسح تنسيق المشروع عبر الإنترنت نفسه لتطوير محتوى مناسب وفي الوقت المناسب لجميع المستخدمين. المستخدمون هم من كل القارات، لكن الغالبية العظمى هم بطبيعة الحال من أوكرانيا.

## روابط خارجية
- موسوعة أوكرانيا الحديثة باللغة الأوكرانية
- معهد البحوث الموسوعية باللغة الإنجليزية